# Bargłów Kościelny
Bargłów Kościelny (litauisch Barglavas) ist ein Dorf im Powiat Augustowski der Woiwodschaft Podlachien in Polen. Es ist Sitz der gleichnamigen Landgemeinde mit etwa 5550 Einwohnern.

## Geographie
Das Dorf liegt im Westen des Powiats. Die Kreisstadt Augustów liegt zehn Kilometer nordöstlich, Rajgród etwa acht Kilometer südwestlich. Die Gemeinde ist landwirtschaftlich geprägt.

## Geschichte
Die Region kam 1795 mit der Dritten Teilung Polens an Preußen und 1807 nach dem Frieden von Tilsit an das Herzogtum Warschau. Nach dem Wiener Kongress wurde sie 1815 Bestandteil des neu gebildeten, zu Russland gehörigen Kongresspolens.
Im Jahr 1954 wurde die Landgemeinde in Gromadas aufgeteilt und zum 1. Januar 1973 wieder eingerichtet. Von 1975 bis 1998 kamen Ort und Gemeinde zur Woiwodschaft Suwałki. Die Landgemeinde gehört seit 1999 zur Woiwodschaft Podlachien und zum Powiat Augustowski, die neu bzw. wieder gebildet wurden.

## Gemeinde

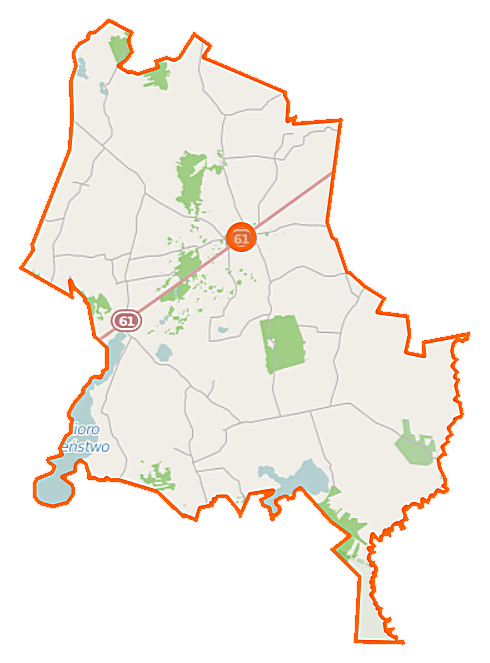
Karte der Landgemeinde

Zur Landgemeinde (gmina wiejska) Bargłów Kościelny gehören 30 Dörfer mit Schulzenämtern (sołectwa). Die Gemeinde hat eine Fläche von 187,6 km² und 5455 Einwohner (Stand 31. Dezember 2020).

## Denkmalgeschützte Sehenswürdigkeiten

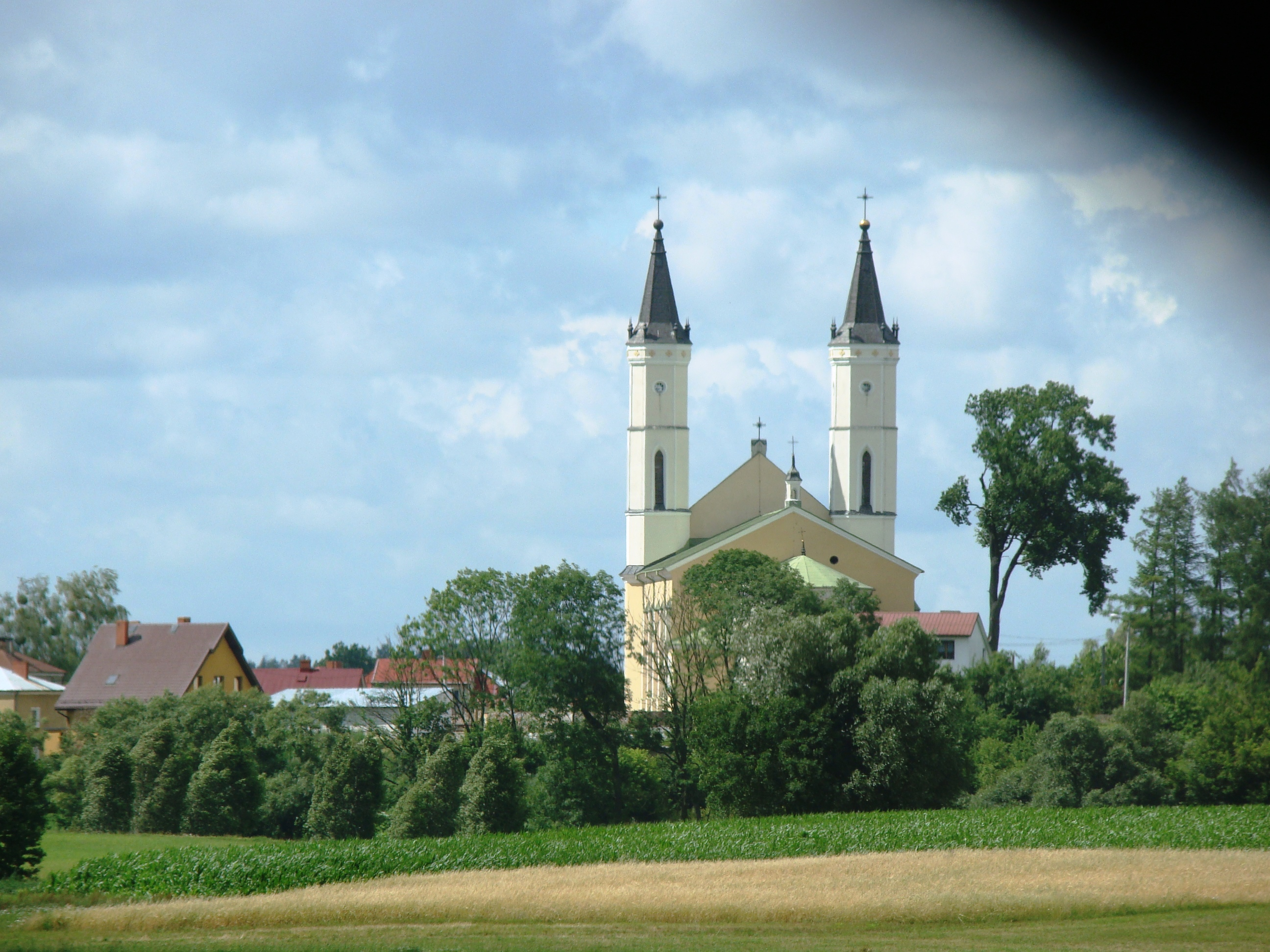
Ansicht von Dorf und Kirche

In die nationale Denkmalliste der Woiwodschaft sind eingetragen:
- Pfarrkirche von 1883 mit Einfriedung, Toranlage und vier Kapellen aus der zweiten Hälfte des 19. Jahrhunderts sowie das Pfarrhaus von 1908.[1]
- Der im 19. Jahrhundert angelegte Teil des Friedhofs.[2]

## Verkehr
Das Dorf liegt an der ehemaligen Landesstraße DK61 von Warschau nach Kaunas in Litauen. Diese führt heute als Schnellstraße S61 (Via Baltica – E67) durch den südlichen Teil der Gemarkung.
Der nächste internationale Flughafen ist Warschau.